# 174-175街車站
174-175街車站（英語：174th–175th Streets station）是紐約地鐵IND匯集線的一個慢車地鐵站，位於布朗克斯介乎東174和東175街的大廣場，設有D線（任何時候停站（繁忙時段的尖峰方向除外））和B線（僅尖峰時段停站）列車服務。

## 車站結構
| G        | 大廣場層           | 出入口                                                                                |
| P 月台層 | 側式月台，右側開門 | 側式月台，右側開門                                                                    |
| P 月台層 | 北行               | 尖峰時段往貝德福德公園林蔭路（特雷蒙特大道） · 離峰時段往諾伍德-205街（特雷蒙特大道） |
| P 月台層 | 尖峰特快           | 不停靠                                                                                |
| P 月台層 | 南行               | 尖峰時段往布萊頓海灘（170街） · 離峰時段往康尼島-斯提威爾大道（170街）                |
| P 月台層 | 側式月台，右側開門 |                                                                                       |
| M        | 夾層               | 閘機、車站詢問處、下通道                                                              |
| M        | 174/175街層        | 出入口（只限174街）                                                                   |

174-175街車站設有兩個側式月台和三條軌道。車站位於軌道的較大彎道上，程度足以無法看見月台的另一端。
在2015-2019年度MTA資金計劃內，此站連同其餘30個紐約地鐵車站將進行徹底重建和關閉6個月。工程包括蜂窩服務、Wi-Fi、充電站、改善指示牌、改善車站燈光等。

## 外部連結
维基共享资源上的相關多媒體資源：174-175街車站
- nycsubway.org—IND Concourse Line: 174th–175th Streets
- Station Reporter — B Train
- Station Reporter — D Train
- The Subway Nut — 174th–175th Streets Pictures（页面存档备份，存于）
- Entrance above 174th Street from Google Maps Street View
- Entrance above 175th Street from Google Maps Street View
- 174th Street entrance from Google Maps Street View（页面存档备份，存于）
- Platforms from Google Maps Street View （页面存档备份，存于）